# Munificentissimus Deus

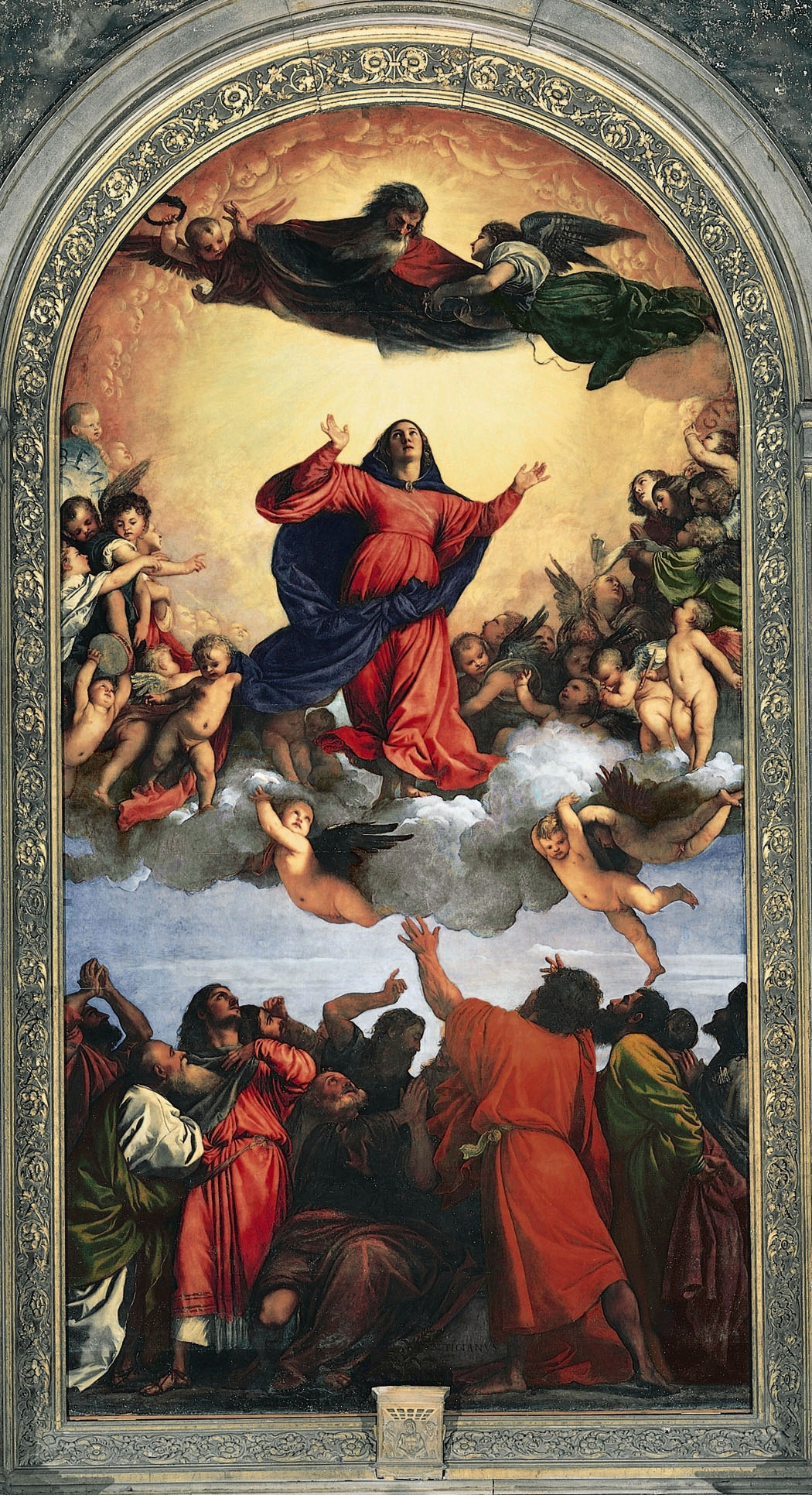
Assomption de la Vierge par Le Titien, Basilica di Santa Maria Gloriosa, Venise.

Munificentissimus Deus est une constitution apostolique de l'Église catholique définissant le dogme de l'Assomption, croyance  selon laquelle la Vierge Marie, mère de Jésus, est entrée directement dans la gloire de Dieu, autrement dit « montée au ciel », au terme de sa vie terrestre. Son titre latin signifie  « Dieu très munificent » en français.
La constitution a été promulguée le 1er novembre 1950 par le pape Pie XII. Elle est la première, et à ce jour la seule, déclaration ex cathedra faisant usage de l'infaillibilité papale depuis la proclamation de ce concept par le concile de Vatican I (1869-1870).

## Histoire
En 1854, Pie IX avait publié la déclaration Ineffabilis Deus sur l'Immaculée Conception de Marie, qui est une base du dogme de l'Assomption.
L'encyclique Deiparae Virginis Mariae, publiée le 1er mai 1946, précède la promulgation du dogme. Destinée à tous les évêques catholiques, elle déclare que, depuis longtemps, de nombreuses pétitions ont été reçues de cardinaux, patriarches, archevêques, évêques, prêtres, religieux des deux sexes, associations, universités et d'innombrables personnes privées, demandant que l'Assomption au ciel de la Vierge soit définie et proclamée comme un dogme de la foi. Cela avait également été sollicité par près de deux cents pères au concile de Vatican I (1869-1870). 
La question n'était pas la croyance en l'hypothèse, mais sa dogmatisation. Munificentissimus Deus remporta un succès populaire et l'approbation « presque unanime » des évêques contemporains. Les noms des évêques présents à la célébration en 1950 pour la promulgation du dogme sont énumérés à l'entrée de la basilique Saint-Pierre.

## Justification
Le dogme n'a pas de fondement biblique. Il trouve sa justification dans la tradition de l’Église en particulier dans l'histoire de sa liturgie. La déclaration du dogme par Pie XII constitue la seule utilisation de l'infaillibilité papale ex cathedra depuis la déclaration dogmatique de l'infaillibilité pontificale lors du Concile de Vatican I, en 1870.
Le décret résume l'histoire théologique, en particulier dans la lignée de la tradition catholique : « les Pères et Docteurs de l'Église n'ont jamais manqué d'attirer l'attention sur  ce fait. ».  Munificentissimus Deus reprend l'histoire de la liturgie catholique en citant de nombreux ouvrages liturgiques, « qui concernent aussi bien la fête de la Dormition aussi bien que celle de l'Assomption. ». Munificentissimus Deus cite aussi l'enseignement des évêques et des Docteurs de l'Église tels que Jean Damscène, François de Sales, Robert Bellarmin, Antoine de Padoue et de Albert le Grand parmi d'autres.

## Le dogme de l'Assomption
Le 1er novembre 1950, se référant à Jésus-Christ, aux apôtres Pierre et Paul, à l'Immaculée Mère de Dieu et à son autorité en matière de dogmatique, Pie XII définit le dogme en ces termes :

« En l'autorité de Notre-Seigneur Jésus-Christ, des bienheureux Apôtres Pierre et Paul, et par Notre propre autorité, Nous prononçons, déclarons, et définissons comme un dogme divinement révélé que Marie, l'Immaculée Mère de Dieu toujours Vierge, après avoir achevé le cours de sa vie terrestre, fut élevée corps et âme à la gloire céleste. C’est pourquoi, si quelqu’un — ce qu’à Dieu ne plaise — osait volontairement nier ou mettre en doute ce que Nous avons défini, qu’il sache qu’il a fait complètement défection dans la foi divine et catholique. »

— Constitution dogmatique Munificentissimus Deus, § 44 - 45.

## Signification
L'expression « après avoir achevé le cours de sa vie terrestre » laisse ouverte la question de savoir si Marie est morte avant son Assomption, ou si elle a été élevée avant la mort. Les deux possibilités sont permises.
L'ensemble du décret et le titre lui-même sont formulés de manière à suggérer que l'Assomption de Marie n'est pas une nécessité logique, mais plutôt un don divin accordé à Marie en tant que Mère de Dieu. Munificentissimus Deus enseigne que Marie a vécu et terminé sa vie comme un brillant exemple de l'être humain. L'Assomption est offerte à tous les fidèles comme une indication de la voie à suivre dans l'espérance du Jugement dernier.